# Ústupenice
Ústupenice jsou zaniklá tvrz jihovýchodně od Doubravic u Sedlčan v okrese Příbram ve Středočeském kraji. Ve čtrnáctém století tvrz bývala centrem drobného šlechtického statku, ale ve druhé polovině patnáctého století ztratila svou sídelní funkci a zanikla. Brzy poté byla zrušena i stejnojmenná vesnice a na místě bývalého sídla zůstal stát pouze hospodářský dvůr. Pozůstatkem tvrze je tvrziště chráněné jako kulturní památka.

## Historie
Vesnice Ústupenice patřila na začátku čtrnáctého století vladykovi Jankovi, který měl v erbu růži, a byl tedy členem rodu Vítkovců. První písemná zmínka o vsi pochází z roku 1318, kdy Jankovi synové Přibyslav, Rynart a Dobeš dostali vsi Skalsko a Kostelec. Dobeš zastával řadu církevních úřadů a mimo jiné byl kanovníkem metropolitní kapituly (od roku 1323), královským kaplanem (1341) a kanovníkem vyšehradské kapituly. K jejich rodu patřili ještě Přibyslavovi potomci, kteří žili v Maršovicích a v patnáctém století vymřeli na Pořešíně.
Ústupenici mezitím získal jiný rod, který používal znamení lva. Prvním z nich byl Jan, který okolo roku 1380 prodal ves Rakovice Oldřichovi z Rožmberka. Janovým bratrem mohl být Renvald, který se stal pánem Ústupenic okolo roku 1382 a převedl na ně věno své manželky Markéty. V roce 1393 dal svému synu Renvaldovi Popovice. Renvald mladší však už dříve společně s bratrem Bohuňkem koupili hrad Pušperk, a Popovice proto prodal králi Václavovi IV. Ústupenický statek však Renvaldovi patřil jen částečně. Druhou část totiž vlastnil Rynart Pohan zmiňovaný v letech 1373 a 1394. Renvald svůj díl s tvrzí, tehdy poprvé zmiňovanou, v roce 1410 prodal Přechovi z Olbramovic. O pět let později zde však sídlili Lipolt a Přibíček z Ústupenic z blíže neznámého rodu. Přibližně od poloviny patnáctého století Ústupenice, s výjimkou jednoho poddaného, bývaly součástí panství hradu Vysoký Chlumec. Tvrz v té době ztratila svou funkci, a postupně zanikla. V roce 1611 byla zrušena i vesnice. Poddaní se museli odstěhovat do Habří a jejich půda byla připojena k poplužnímu dvoru, který stále stojí.

## Stavební podoba
Tvrz stávala v těsném sousedství hospodářského dvora. Dochované tvrziště tvoří centrální pahorek obklopený mělkým, z velké části zavezeným, příkopem. Podobu pahorku změnilo vyhloubení sklepa, ale podle Augusta Sedláčka byl sklep částí tvrze a mladší je pouze jeho klenba.